# Robert Jackson Gamble
Robert Jackson Gamble (ur. 7 lutego 1851, zm. 22 września 1924) – amerykański prawnik i polityk związany z Partią Republikańską.
W dwóch różnych okresach, przez jedną dwuletnią kadencję Kongresu Stanów Zjednoczonych w latach 1895–1897 i ponownie w latach 1899–1901 był przedstawicielem drugiego okręgu wyborczego w stanie Dakota Południowa w Izbie Reprezentantów Stanów Zjednoczonych.
Później, w latach 1901–1913 reprezentował stan Dakota Południowa w Senacie Stanów Zjednoczonych.
Jego brat, John Rankin Gamble, także był przedstawicielem stanu Dakota Południowa w Izbie Reprezentantów Stanów Zjednoczonych, natomiast jego syn, Ralph Abernethy Gamble, zasiadał w Izbie Reprezentantów jako przedstawiciel stanu Nowy Jork.